# تلفن قدیمی
«تلفن قدیمی» (انگلیسی: Old Phone) ترانه‌ای از خواننده و ترانه‌پرداز بریتانیایی، اد شیرن است که در ۱ مه ۲۰۲۵ تحت لیبل شخصی او، جینجربرد من رکوردز و با توزیع وارنر رکوردز به عنوان دومین تک‌آهنگ از هشتمین آلبوم استودیویی به نام بازی (۲۰۲۵) منتشر شد. متن این ترانه توسط شیرن نوشته شده و تهیه‌کنندگی آن را شیرن، ایلیا سلمان‌زاده و بلیک اسلتکین بر عهده داشته‌اند.

## جدول‌های موسیقی
| جدول (۲۰۲۵)                                     | بالاترین جایگاه |
| ----------------------------------------------- | --------------- |
| کانادا (۱۰۰ تک‌آهنگ داغ کانادا)                  | ۶۰              |
| کانادا هات ای‌سی (بیلبورد)                       | ۴۰              |
| ۲۰۰ آهنگ جهانی (بیلبورد)                        | ۷۵              |
| ایرلند (ایرما)                                  | ۳۸              |
| ترانه‌های داغ خارجی ژاپن (بیلبورد ژاپن)          | ۵               |
| ایرپلی انگلیسی لبنان (۲۰ آهنگ برتر رسمی لبنان)  | ۱۱              |
| ایرپلی لیتوانی (تاپ‌هیت)                         | ۲۴              |
| هلند (۱۰۰ تک‌آهنگ برتر هلند)                     | ۴               |
| تک‌آهنگ‌های داغ نیوزیلند (آرام‌ان‌زی)               | ۵               |
| نروژ (وی‌جی-لیستا)                               | ۵۴              |
| ایرپلی رومانی (تاپ‌هیت)                          | ۹۲              |
| سوئد (فهرست برترین‌های سوئد)                     | ۶۲              |
| سوئیس (شوایزر هیت‌پاراد)                         | ۶۱              |
| تک‌آهنگ‌های بریتانیا (اوسی‌سی)                     | ۱۷              |
| بیلبورد هات ۱۰۰ ایالات متحده                    | ۸۹              |
| ۴۰ تک‌آهنگ برتر بزرگسالان ایالات متحده (بیلبورد) | ۳۶              |
| ونزوئلا (گزارش ضبط)                             | ۴۱              |

## تاریخچه انتشار
| منطقه | تاریخ         | فرمت                  | ورژن     | ناشر              | منابع  |
| ----- | ------------- | --------------------- | -------- | ----------------- | ------ |
| مختلف | ۱ مه ۲۰۲۵     | دانلود دیجیتال استریم | اریجینال | جینجربرد من وارنر | [ ۲۱ ] |
| مختلف | ۱۱ ژوئیه ۲۰۲۵ | ۷ اینچ                | اریجینال | جینجربرد من وارنر | [ ۲۲ ] |